# Richie Ramone
Richard Reinhardt, mais conhecido como Richie Ramone (11 de agosto de 1957), é um músico norte-americano. Foi baterista da banda Ramones, da qual se tornou membro em 1983, com a saída de Marky Ramone, e ficou até 1987, para o retorno do mesmo. Gravou três álbuns na banda: Too Tough to Die (1984), Animal Boy (1986) e Halfway to Sanity (1987).

## Carreira
Richie foi o único baterista da banda Ramones que fazia vocais juntamente com Joey ("Freak of Nature", do álbum Animal Boy, "Chasing The Night", do álbum Too Tough To Die) e com Dee Dee ("Wart Hog", do álbum Too Tough to Die). Os Ramones gravaram outras músicas com Richie no vocal mas saíram apenas como demo. A Música "(You) Can't Say Anything Nice" foi originalmente escrita por Richie e cantada por ele, foi lançada como demo no B-side do álbum Too Tough To Die na Inglaterra.
Algumas músicas como Chasing The Night, também foram inicialmente cantadas por Richie, mas sua gravação para o álbum "Too Tough To Die" foi na voz de Joey. Ele saiu da banda em agosto de 1987 após os três membros da banda negarem dividir com ele o dinheiro da venda das camisetas da banda, que, segundo ele, rendia muito dinheiro.
Em setembro de 2007, Richard entrou na justiça com processo à Apple Inc., Wal-Mart e Real Network por venderem pela internet músicas de sua autoria sem os devidos direitos respeitados.
26 Anos depois de sua saída da banda ele voltou a indústria musical com um disco solo chamado Entitled, que além de oito músicas autorais, o disco contem quatro músicas que Richie escreveu durante seu período nos Ramones, sendo elas I Know Better Now e I'm Not Jesus, ambas faixas de seu último disco nos Ramones, Halfway To Sanity e outras duas intituladas Smash You e Humankind, ambas pertencentes ao álbum Too Tough To Die, sendo que Smash You foi lançada apenas em 2002 numa versão remasterizada do Too Tough To Die como faixa bônus e a demo de Humankind onde Richie inicialmente cantava também foi uma faixa bônus, demo da música, visto que Joey cantou-a na primeira versão do álbum em 1984. Em 2012, veio para o Brasil, divulgando o lançamento deste seu disco e suas músicas também.
Já em 2016 lançou seu segundo disco, com o nome de Cellophane, gravado pela DC-Jam Records. Este já não contém mais nenhum cover, contendo 9 faixas todas de autoria de Richie.

## Discografia

### Com os Ramones
- Too Tough to Die (1984)
- Animal Boy (1986)
- Halfway to Sanity (1987)
- Smash You: Live '85 (2002)
  - Disco ao vivo gravado em 1985 e lançado como o segundo disco nas cópias iniciais de Loud, Fast Ramones: Their Toughest Hits

### Com os Rock n Roll Rats
- Rebel 67 (2013)

### Com os Gobshites
- The Whistle Before the Snap (2013)
- Live from the Dogghouse (2013)

### Aparições como convidados
- Velveteen - After Hours (1983) (como Richard Beau)
- Fred Schneider - Fred Schneider and the Shake Society (1984) (como Richard Beau)
- Joey Ramone - ...Ya Know? (2012)
- Ambulance - Planet You (2012)
- Dan Sartain - Love is Suicide (2013)
- The Anderson Stingrays - Summerville Beach (2015)
- Aaron Stingray and the Brooklyn Apostles - Songs In The Key Of Joey (2018)

### Solo
- Entitled (2013)
- Cellophane (2016)
- Live to Tell (2023)